# Shenae Grimes
Shenae Sonya Grimes Beech (Toronto, Ontário, 24 de outubro de 1989) é uma atriz canadense, mais conhecida por interpretar  Annie Wilson na série de televisão 90210.

## Biografia

### Vida pessoal
Shenae nasceu em Toronto, no Canadá, em 24 de Outubro de 1989. É muito amiga de Sara Paxton e AnnaLynne McCord. Citou Natalie Portman e Johnny Depp como inspirações.
Começou a namorar o modelo britânico Josh Beech em março de 2012 e casou-se no dia 10 de Maio de 2013 em Ashford, Kent na Inglaterra, vestida de preto em uma cerimônia fechada apenas para amigos íntimos.

### Carreira

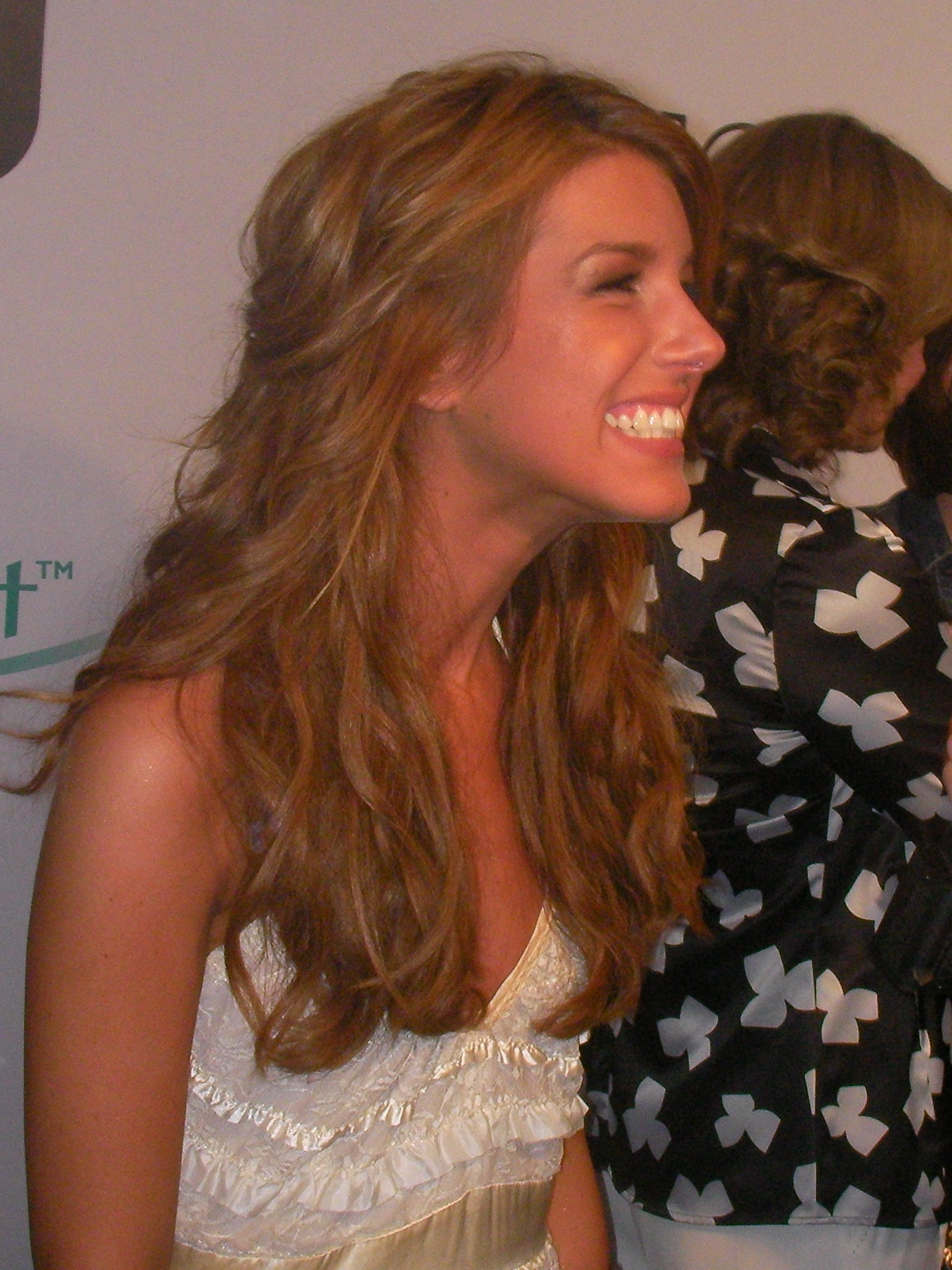
Shenae Grimes em 2008.

Grimes começou sua carreira no programa de televisão Biography interpretando a cantora Shania Twain jovem, no episódio dedicado a ela. Pouco depois, a atriz começou a fazer outras participações em seriados, desde Kevin Hill até Naturally, Sadie onde conseguiu um papel recorrente como Arden Alcott.
Em 2004, ela ingressou no elenco de Degrassi: The Next Generation, série de televisão que a tornou conhecida principalmente no Canadá e nos Estados Unidos. Ela permaneceu em Degrassi até 2008, quando recebeu convites para o filme Picture This e para a série de televisão 90210, na qual interpreta Annie Wilson.

## Filmografia
| Ano  | Título                                  | Papel                    | Notas           |
| ---- | --------------------------------------- | ------------------------ | --------------- |
| 2005 | Shania: A Life in Eight Albums          | Eilleen Twain 13-16 anos | Telefilme       |
| 2008 | Picture This                            | Cayenne                  | Telefilme       |
| 2008 | True Confessions of a Hollywood Starlet | Marissa Dahl             | Telefilme       |
| 2008 | The Cross Road                          | Bridget                  |                 |
| 2009 | Dead Like Me: Life After Death          | Jennifer Hardick         | Direto para DVD |
| 2010 | Gun Size Matters                        | Ela mesma                | Curta-metragem  |
| 2011 | Scream 4                                | Trudie Harrold           | Aparição        |
| 2013 | Empire State                            | Eleni                    |                 |
| 2013 | Sugar                                   | Sugar                    |                 |
| 2014 | Soulmates                               | Eva Braun                | Curta-metragem  |

| Ano       | Título                             | Papel                    | Notas |
| --------- | ---------------------------------- | ------------------------ | --- |
| 2004-2008 | Degrassi: The Next Generation      | Darcy Edwards            | Recorrente (4ª-5ª temporadas); elenco principal (6ª-7ª temporadas); atriz convidada (8ª temporada); 40 episódios |
| 2005      | Biography                          | Shania Twain adolescente | Episódio: "Shania Twain"                                                                                         |
| 2005      | Kevin Hill                         | Katie Lassman            | Episódio: "Sacrificial Lambs"                                                                                    |
| 2005-2007 | Naturally, Sadie                   | Arden Alcott             | 15 episódios |
| 2006      | 72 Hours: True Crime               | Garota adolescente       | Episódio: "Lust"                                                                                                 |
| 2007      | The Latest Buzz                    | Rebecca Harper           | Episódio piloto não transmitido                                                                                  |
| 2008-2013 | 90210                              | Annie Wilson             | Elenco principal; 114 episódios                                                                                  |
| 2009      | Overruled!                         | Abby                     | Sem créditos; episódio: "Style Conscience"                                                                       |
| 2010      | The Hills                          | Ela mesma                | Episódio: "Between a Rocker and a Hard Place"                                                                    |
| 2012      | Punk'd                             | Ela mesma                | Episódio: "Tyler the Creator"                                                                                    |
| 2012      | America's Next Top Model           | Ela mesma                | Episódio: "The Girl Who Cries Home"                                                                              |
| 2012      | Britain & Ireland's Next Top Model | Ela mesma                | Ciclo 8, episódio 12                                                                                             |

| Ano  | Título                         | Artista        | Notas                                |
| ---- | ------------------------------ | -------------- | ------------------------------------ |
| 2009 | "All You Did Was Save My Life" | Our Lady Peace | Filmado em Hamilton, Ontário, Canadá |

| Ano  | Título               | Artista       | Notas                                        |
| ---- | -------------------- | ------------- | -------------------------------------------- |
| 2010 | "Myself and I"       | Shenae Grimes | Estréia como diretora, cantora e compositora |
| 2011 | "Are You Happy Now?" | Megan & Liz   |                                              |

## Prêmios
| Ano  | Premiação           | Categoria                                 | Indicado(s)                                          | Resultado |
| ---- | ------------------- | ----------------------------------------- | ---------------------------------------------------- | --------- |
| 2007 | Gemini Awards       | Melhor atriz em uma série infanto-juvenil | Shenae Grimes por Degrassi: The Next Generation      | Vencedor  |
| 2006 | Young Artist Awards | Melhor elenco jovem de série de televisão | Shenae Grimes e elenco Degrassi: The Next Generation | Indicado  |